# Cronos
Cronos ou Crono (em grego:  Κρόνος, transl.: Krónos), na mitologia grega, titã do tempo e rei dos titãs. É o mais jovem dos titãs, filho de Urano, o céu estrelado, e Gaia, a terra. Alternativamente, para Platão, os deuses Fórcis, Cronos e Reia eram os filhos mais velhos de Oceano e Tétis.
Cronos era o titã do tempo, sobretudo quando visto em seu aspecto destrutivo, o tempo inexpugnável que rege os destinos e a tudo pode devorar.
O titã Cronos serviu de inspiração para a antiga seita órfica criar a figura de Chronos, a quem chamavam de o "deus primordial do tempo". Vale ressaltar que o modo de vida dos órficos causava grande estranheza entre os gregos e a nova teogonia criada por eles era, da mesma forma, repudiada pelo culto cívico e popular das póleis gregas. O que quer dizer que, para os gregos comuns, o titã Cronos (e somente ele) era o deus do tempo por excelência.
Cronos era, usualmente, representado com uma harpe, gadanha ou foice, com a qual teria castrado e deposto Urano, seu pai. Em Atenas, no 12.º dia do mês ático de Hecatombaion, era celebrado o festival de Kronia, em honra a Cronos.

## Mito
Segundo o antigo mito registrado por Hesíodo em sua Teogonia, Cronos invejava o poder de seu pai, Urano, o governante do universo. Urano conquistou a inimizade de Gaia, mãe de Cronos, ao esconder os gigantes filhos de Gaia, Hecatônquiros e Ciclope, no Tártaro. Então, Gaia construiu uma harpe e convenceu Cronos e seus irmãos a usá-la para castrar Urano.
A pedido de sua mãe, se tornou senhor do céu, castrando o pai com um golpe de foice e jogando seus testículos no oceano. Do sangue que brotou de Urano e atingiu a terra, teriam surgido os gigantes, as erínias e as melíades. Os testículos teriam produzido uma espuma branca da qual emergiu Afrodite. Urano jurou vingança e teria chamado seus filhos de Titenes (Τιτῆνες; que significa, de acordo com Hesíodo, "os esforçados", por ultrapassar seus limites e se atrever a cometer tal ato). Depois de se livrar de Urano, Cronos tornou a prender os Hecatônquiros e os Ciclopes e enviou o dragão Campe para guardá-los. A partir de então, o mundo foi governado pela linhagem dos titãs, que, segundo Hesíodo, constituía a segunda geração divina. Foi durante o reinado de Cronos que a humanidade (recém-nascida) viveu a sua era dourada.

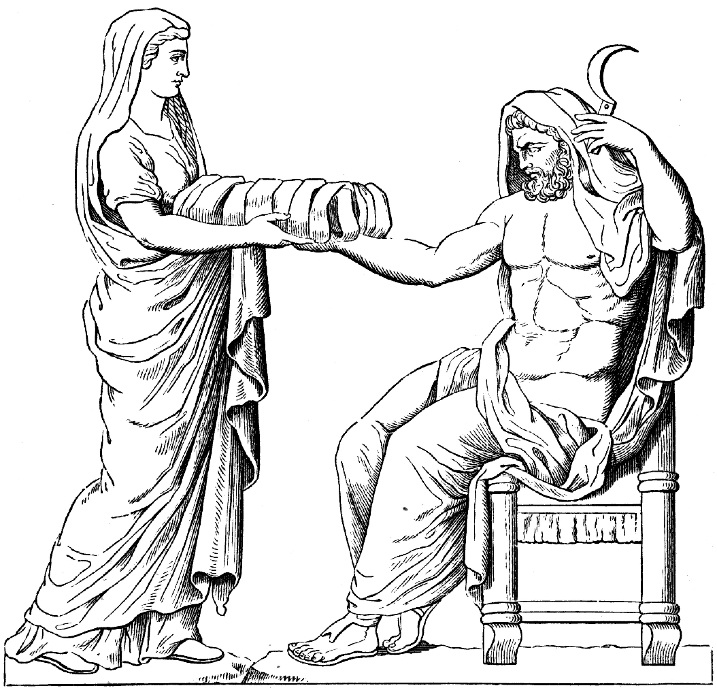
Cronos e Reia
Reprodução de baixo-relevo romano

Cronos casou com a sua irmã Reia, que lhe deu seis filhos (os crónidas): três mulheres, Héstia, Deméter e Hera e três homens, Hades, Posídon e Zeus.
Como tinha medo de ser destronado por causa de uma maldição de um oráculo, Cronos engolia os filhos ao nascerem. Comeu todos, exceto Zeus, que Reia conseguiu salvar enganando Cronos ao enrolar uma pedra (a pedra de onfalo) em um pano, a qual ele engoliu sem perceber a troca.
Reia escondeu Zeus numa caverna no monte Ida, em Creta. Segundo algumas versões, Zeus teria sido amamentado pela cabra Amalteia, enquanto um grupo de curetes fazia barulho para impedir que Cronos ouvisse quando o bebê chorava. Outras versões do mito dizem que Zeus foi criado pela ninfa Adamanteia, que mantinha Zeus amarrado numa corda suspenso entre a terra, o mar e o céu, os quais eram domínio de Cronos. Outras versões ainda dizem que Zeus foi criado por sua avó, Gaia. Quando Zeus cresceu, resolveu vingar-se de seu pai, solicitando, para esse feito, o apoio de Métis — a Prudência — filha do titã Oceano. Esta ofereceu a Cronos uma poção mágica que o fez vomitar os filhos que tinha devorado. Seguiu-se, então, a titanomaquia, uma luta entre Zeus, seus irmãos e irmãs, hecatônquiros e ciclopes de um lado, e Cronos e os demais titãs de outro.
Então Zeus tornou-se senhor do céu e divindade suprema da terceira geração de deuses da mitologia grega, ao banir os titãs para o Tártaro e afastar o pai do trono. Segundo as palavras de Homero, Zeus prendeu-o com correntes no mundo subterrâneo, onde foi encontrado, após dez anos de luta encarniçada, pelos seus irmãos, os titãs, que tinham pensado poder reconquistar o poder de Zeus e dos deuses do monte Olimpo.
Em algumas variantes do mito, Cronos e os titãs são alcançados pela misericórdia de Zeus, libertados do Tártaro e cada qual retoma a sua função cosmológica no universo. Com a permissão do filho, Hades, Cronos torna-se o governante dos Campos Elísios (que se localiza no mundo inferior), lugar de descanso para os mortos bem-aventurados. Segundo a Eneida de Virgílio, Cronos, após ser derrotado por Zeus, se refugiou no Lácio, onde se tornou rei e legislador.

### Filira
Se diz que Cronos e a oceânide Filira foram os pais do sábio centauro Quíron, de Dolops e de Aphrus, o ancestral e epônimo dos Aphroi, ou seja, dos africanos.

## Homenagem
A estrela HD 240430 foi apelidada "Cronos" em 2017 quando se soube que ela engoliu seus planetas.

## Árvore Genealógica
|  |  |  |  |      |      |      |      |      |      |  |  |         |         | Gaia    | Gaia    | Gaia    | Gaia    | Gaia | Gaia |        |        | Urano  | Urano  | Urano  | Urano  | Urano  | Urano  |       |       |       |       |       |       |  |  |          |          |          |          |          |          |  |  |      |      |      |      |      |      |  |  |  |  |  |  |  |  |  |  |
|  |  |  |  |      |      |      |      |      |      |  |  |         |         | Gaia    | Gaia    | Gaia    | Gaia    | Gaia | Gaia |        |        | Urano  | Urano  | Urano  | Urano  | Urano  | Urano  |       |       |       |       |       |       |  |  |          |          |          |          |          |          |  |  |      |      |      |      |      |      |  |  |  |  |  |  |  |  |  |  |
|  |  |  |  |      |      |      |      |      |      |  |  |         |         |         |         |         |         |      |      |        |        |        |        |        |        |        |        |       |       |       |       |       |       |  |  |          |          |          |          |          |          |  |  |      |      |      |      |      |      |  |  |  |  |  |  |  |  |  |  |
|  |  |  |  |      |      |      |      |      |      |  |  |         |         |         |         |         |         |      |      |        |        |        |        |        |        |        |        |       |       |       |       |       |       |  |  |          |          |          |          |          |          |  |  |      |      |      |      |      |      |  |  |  |  |  |  |  |  |  |  |
|  |  |  |  |      |      |      |      |      |      |  |  |         |         |         |         |         |         |      |      |        |        |        |        |        |        |        |        |       |       |       |       |       |       |  |  |          |          |          |          |          |          |  |  |      |      |      |      |      |      |  |  |  |  |  |  |  |  |  |  |
|  |  |  |  |      |      |      |      |      |      |  |  |         |         | Reia    | Reia    | Reia    | Reia    | Reia | Reia |        |        | Cronos | Cronos | Cronos | Cronos | Cronos | Cronos |       |       |       |       |       |       |  |  |          |          |          |          |          |          |  |  |      |      |      |      |      |      |  |  |  |  |  |  |  |  |  |  |
|  |  |  |  |      |      |      |      |      |      |  |  |         |         | Reia    | Reia    | Reia    | Reia    | Reia | Reia |        |        | Cronos | Cronos | Cronos | Cronos | Cronos | Cronos |       |       |       |       |       |       |  |  |          |          |          |          |          |          |  |  |      |      |      |      |      |      |  |  |  |  |  |  |  |  |  |  |
|  |  |  |  |      |      |      |      |      |      |  |  |         |         |         |         |         |         |      |      |        |        |        |        |        |        |        |        |       |       |       |       |       |       |  |  |          |          |          |          |          |          |  |  |      |      |      |      |      |      |  |  |  |  |  |  |  |  |  |  |
|  |  |  |  |      |      |      |      |      |      |  |  |         |         |         |         |         |         |      |      |        |        |        |        |        |        |        |        |       |       |       |       |       |       |  |  |          |          |          |          |          |          |  |  |      |      |      |      |      |      |  |  |  |  |  |  |  |  |  |  |
|  |  |  |  |      |      |      |      |      |      |  |  |         |         |         |         |         |         |      |      |        |        |        |        |        |        |        |        |       |       |       |       |       |       |  |  |          |          |          |          |          |          |  |  |      |      |      |      |      |      |  |  |  |  |  |  |  |  |  |  |
|  |  |  |  | Hera | Hera | Hera | Hera | Hera | Hera |  |  | Deméter | Deméter | Deméter | Deméter | Deméter | Deméter |      |      | Héstia | Héstia | Héstia | Héstia | Héstia | Héstia |        |        | Hades | Hades | Hades | Hades | Hades | Hades |  |  | Poseidon | Poseidon | Poseidon | Poseidon | Poseidon | Poseidon |  |  | Zeus | Zeus | Zeus | Zeus | Zeus | Zeus |  |  |  |  |  |  |  |  |  |  |